# Тореон (округ Сандовал, Њу Мексико)
Тореон (енгл. Torreon, Sandoval County) насељено је место без административног статуса у америчкој савезној држави Њу Мексико.

## Демографија
По попису из 2010. године број становника је 326, што је 29 (9,8%) становника више него 2000. године.
| Група             | 2000.     | 2010.     |
| Белци             | 20 (6,7%) | 13 (4,0%) |
| Афроамериканци    | 0 (0,0%)  | 0 (0,0%)  |
| Азијати           | 0 (0,0%)  | 0 (0,0%)  |
| Хиспаноамериканци | 3 (1,0%)  | 8 (2,5%)  |
| Укупно            | 297       | 326       |